# Platostoma lisowskianum
Platostoma lisowskianum là một loài thực vật có hoa trong họ Hoa môi. Loài này được (Bamps) A.J.Paton miêu tả khoa học đầu tiên năm 1997.